# Метатонија
Метатонија у штокавској акцентуацији представља процес промене унутрашње природе акцента који се догодио крајем 14. и почетком 15. века на штокавском говорном подручју и у суштини је процес настајања узлазних акцената. До тада је српски језик познавао само два силазна акцента и њихова дистрибуција била је слободна, тј. могли су да се нађу на било ком слогу, па и на последњем. 
Проучавањем метатонијских и осталих акценатских процеса бави се акцентологија.

## Опис процеса метатоније
Процес метатоније дешава се тако што се сви акценти померају за један слог ка почетку речи и постају узлазни.
- ливȁда → лѝвада
- доноси̏ли → донòсили
- купу̏јē → ку̀пујē

Ако је у првобитној позицији акценат био дугосилазни, када је прешао на слог испред на његовом месту је остала неакцентована дужина:
- који̑ → кòјӣ
- девȏјка → дèвōјка
- препродȃјē → препрòдāјē

Ако је у првобитној позицији предакценатскислог био дуг, када је на њега прешао акценат постао је дугоузлазни:
- рēкȁ → рéка
- пӣсмȍ → пи́смо
- пӣтȁти → пи́тати

Ако је првобитна позиција акцента била на првом слогу онда се он није променио јер није имао слог испред себе на који би могао да пређе и зато су у српском језику силазни акценти остали само на почетном слогу или у једносложним речима:
- мȃјка → мȃјка
- ку̏ћа → ку̏ћа
- су̑нце → су̑нце